# 内多蔵人
内多 蔵人（うちた くらうと、1903年5月1日 - 1980年10月6日）は、日本の経営者。富山県高岡市出身。

## 経歴
1927年に東京商科大学を卒業し、同年に大日本麦酒に入社。1949年に日本麦酒(のちのサッポロビール)に移り、東京支店長、理事、取締役を経て、1961年に常務に就任し、1967年2月に副社長に就任した。1971年2月に社長に昇格し、1973年2月には会長に就任した。
1980年10月6日台湾台北市で旅行中に脳溢血のために死去。77歳没。